# Padre Lozano
Padre Lozano es una localidad argentina del Departamento General José de San Martín, provincia de Salta.
El poblado se encuentra sobre las vías del Ferrocarril General Belgrano del ramal entre Embarcación y Hickman.

Se puede acceder por la RN 34 o la RN 81.

## Población
Contaba con 452 habitantes (Indec, 2001), lo que representa un incremento del 9,7% frente a los 412 habitantes (Indec, 1991). Incluye Misión Salim.

## Toponimia
Debe su nombre al sacerdote Pedro Lozano (Madrid, 1697 – Humahuaca, 1752), misionero jesuita, etnógrafo e historiador español.

## Defensa Civil

### Sismicidad
La sismicidad del área de Salta es frecuente y de intensidad baja, y un silencio sísmico de terremotos medios a graves cada 40 años.
- Sismo de 1930: aunque dicha actividad geológica catastrófica, ocurre desde épocas prehistóricas, el terremoto del 24 de diciembre de 1930 (94 años),[2] señaló un hito importante dentro de la historia de eventos sísmicos jujeños, con 6,4 Richter. Pero nada cambió extremando cuidados y/o restringiendo códigos de construcción.[1]
- Sismo de 1948: el 25 de agosto de 1948 (76 años) con 7,0 Richter, el cual destruyó edificaciones y abrió numerosas grietas en inmensas zonas[2][1]
- Sismo de 2010: el 27 de febrero de 2010 (15 años) con 6,1 Richter